# My Beautiful Dark Twisted Fantasy
My Beautiful Dark Twisted Fantasy – piąty studyjny album amerykańskiego artysty hip-hopowego Kanye Westa, wydany 22 listopada 2010 nakładem Roc-A-Fella Records. Sesje nagraniowe do albumu odbyły się głównie w Avex Recording Studio w Honolulu w latach 2009-2010. Produkcja była obsługiwana przez Westa i kilku innych producentów, m.in. Jeffa Bhaskera, RZA, No ID i Mike’a Deana. Po przerwie w karierze, West pracował nad płytą poprzez udział swój i wielu innych muzyków czy producentów wnoszących wkład do jego nagrań. Znany twórcom muzyki dzięki różnorodnym elementom, album My Beautiful Dark Twisted Fantasy łączy zarówno komponenty muzyczne, jak i tematyczne (np. sława) z wcześniejszych prac Westa.
Album zadebiutował jako numer jeden na Billboard 200, sprzedając się w liczbie 496 000 egzemplarzy w pierwszym tygodniu w Stanach Zjednoczonych. Miał również godne podziwu wyniki w notowaniach międzynarodowych. Płytę promowały cztery single: „Power”, „Monster”, „Runaway” i „All of the Lights”. Podobnie jak sama płyta, osiągnęły one spore sukcesy na listach przebojów. Po premierze, My Beautiful Dark Twisted Fantasy spotkała się z ogólnym uznaniem, zdobywając pochwały za różne style muzyczne, bogatą jakość produkcji i wykorzystywane w tekstach Westa tematy dychotomiczne od krytyków, którzy uznali ją również za najlepszy album 2010 roku. Zyskała status platynowej płyty, a od października 2011 r. w USA zakupiono ją ponad 1.212.000 razy.

## Tło
Pomysł na album powstał podczas pobytu Westa na Oʻahu na Hawajach, gdzie udał się w okresie kontrowersji wokół jego publicznego wizerunku, w obliczu przepracowania w tamtym czasie. West powiedział później, że zmęczenie doprowadziło do jego szeroko komentowanego wybuchu na MTV Video Music Awards w 2009 roku, zrażenia się do reakcji mediów na tamtą sytuację oraz przerwy od nagrywania. Z powodu mnóstwa negatywnych opinii o incydencie, jego zaplanowana trasa z Lady Gaga w ramach promocji jego poprzedniej płyty – 808s & Heartbreak, została odwołana 1 października 2009 roku bez podania konkretnego powodu.
Wcześniej płyta była znana jako „Good Ass Job”, a wstępnie „Dark Twisted Fantasy”. Big Sean, artysta z wytwórni GOOD Music, był drugą osobą podającą tytuł albumu jako „Good Ass Job”. 24 lipca 2010, na blogu Westa pojawił się banner z napisem „My Dark Twisted Fantasy Trailer”. Cztery dni później, West za pośrednictwem swojego oficjalnego konta na Twitterze poinformował, że „płyta nie nazywa się już „Good Ass Job”. Waham się teraz między kilkoma innymi tytułami”. Ostateczna nazwa – My Beautiful Dark Twisted Fantasy, została ogłoszona 5 października 2010 roku.

## Nagrywanie

### Avex Recording Studio
Nagrania miały miejsce przede wszystkim w Avex Recording Studio w Honolulu na Hawajach, a oprócz tego w Glenwood Place Studios w Burbank oraz w Electric Lady Studios i Platinum Sound Recording w Nowym Jorku. Doniesiono, że West wydał ponad 3 miliony dolarów (na koszt jego wytwórni Def Jam) na nagranie płyty. Cały proces nagrywania wyjaśnił później Noah Callahan-Beverowi, redaktorowi naczelnemu pisma „Complex”, a zarazem powiernikowi Westa w owym momencie. Powiedział on, że „Kanye zaszył się na Hawajach i przywoził swoich ulubionych producentów i artystów do pracy nad nagraniami. Istny hip-hopowy obóz!”.
Wspomniani artyści wspierający Westa przy stworzeniu My Beautiful Dark Twisted Fantasy to Raekwon, RZA, Pusha T, Rick Ross, Charlie Wilson, Big Sean, CyHi Da Prynce, Swizz Beatz, Dwele, Nicki Minaj, T.I., Drake, Common, Jay-Z, Eminem, Lil Wayne, John Legend, Fergie, Rihanna, The-Dream, Ryan Leslie, Elton John, M.I.A., Justin Vernon, Seal, Beyoncé Knowles, Kid Cudi, Mos Def, Santigold, Alicia Keys, Elly Jackson, i Tony Williams. Wśród producentów wyróżnić można Q-Tipa, DJ-a Premiera, Madliba i Pete’a Rocka. Madlib powiedział, że zrobił pięć beatów na płytę. DJ Premier ujawnił, że stworzone przez niego beaty finalnie zostały odrzucone.

### Proces nagrywania
West, który wcześniej nagrywał w Avex album 808s & Heartbreak, zarezerwował trzy pomieszczenia w studiu na czas nieokreślony do pracy nad My Beautiful Dark Twisted Fantasy. Callahan-Bever, który odwiedził Westa podczas sesji nagraniowej powiedział: „…kiedy Kanye dostaje inspiracji, natychmiast kieruje się do drugiego pokoju, by dodać coś do piosenki”. West nierzadko pracował przez całą noc i zamiast normalnego snu drzemał w studiu, a inżynierowie dźwięku obecni byli za konsoletami 24 godziny na dobę. Przed nagrywaniem w godzinach popołudniowych, West w towarzystwie większości załogi dla rozrywki grał w gry przeciwko mieszkańcom w Honolulu YMCA. Kid Cudi w ramach relaksu palił marihuanę oraz ćwiczył na bieżni, a RZA – na siłowni. West codziennie rano przygotowywał wielkie śniadanie dla wszystkich w swojej rezydencji.
Wokal Kid Cudiego pojawia się w kilku utworach na płycie.
Przez cały rozwój albumu, West angażował coraz to nowszych producentów i muzyków do „zaważenia na muzyce” przez rozmowy w studio. Obserwując dyskusje między nimi podczas wizyty, Callahan-Bever zauważył, że „Pomimo że rozmawiają ze sobą „grube ryby”, rzadko zdarza się między nimi niezgoda; rozmowy są rozległe, pouczające i produktywne [...] jesteśmy tutaj, aby współpracować, rzucać wyzwania i inspirować”.
W wywiadzie dla Callahana, Q-Tip nazwał całą tę grupę „komisją”, mówiąc:
Kanye mówił, „Posłuchaj tego, powiedz mi, co sądzisz”. Pokazywał w ten sposób, kim jest i jak widzi ludzi. Każdy z nas miał własne poglądy i pomysły, a Kanye szczerze pragnął usłyszeć, co chcieliśmy powiedzieć – nieważne, czy coś dobrego, czy złego. [...] Kiedy miał jakieś beaty albo rymy, pokazywał je „komisji” i wszyscy głęboko analizowaliśmy to, co on już zaczął. Pod koniec sesji nagraniowych można było zobaczyć, jak Kanye łączy i przekształca nasz wkład. Przez to całość jest większa niż suma jej części. On jest czarodziejem. To, co robi to czysta alchemia, naprawdę.
Pete Rock opowiedział o swoich doświadczeniach studyjnych z Westem, mówiąc: „[On] jest prawdziwym artystą hip-hopowym, ma korzenie. Testowałem go na jointach... Przenosi wszystko na inny poziom, a to jest absolutnie świetne. Miał ze sobą muzyków i piosenkę, pobawili się moim beatem i zrobili z niego kawał dobrej roboty. Uwielbiam sposób, w jaki Kanye pracuje – jest w jednym pokoju, gdzie pisze słowa, potem dodaje jakiś beat, idzie do pokoju obok i robi coś innego. Kocham to, czego dokonał”. Raper Pusha T charakteryzuje album jako „kolaż dźwięków” i mówi o niekonwencjonalnych metodach Westa podczas nagrywania płyty: „Mogliśmy spokojnie pracować nad jedną piosenką, myśląc, że idzie nam gładko, a on nagle słyszał dźwięk od kogoś, jak [producenta] Jeffa Bhaskera i natychmiast skupiał całą swoją uwagę wyłącznie na tym dźwięku i przechodził przez swój mentalny Rolodex, żeby dopasować dźwięk do miejsca, w którym na krążku powinien się znaleźć, a potem wplatał go prosto do tego kawałka”. Wiceprezes BET, Stephen Hill, który został zaproszony do wysłuchania materiału na albumie, skomentował jego kierunek muzyczny jako „mniej podobny do 808s & Heartbreak, a bardziej do Graduation”. W kwietniu 2010, DJ Premier omówił produkcję MBDTF, porównując ją do poprzedniej pracy Westa w słowach: „Cóż, przede wszystkim, jeśli spojrzeć na wszystkie dzieła Kanye Westa, to zrobił on wiele, aby przywrócić do łask sampling i ponownie uczynić go fajnym, pomimo tego, że jest artystą mainstreamowym..., ale jego nowy album to wyłącznie twarde bity i rymy. Kanye skończył z elektro raz na zawsze. Będziecie zdziwieni tym, co usłyszycie”.

## Skład

### Muzyka i styl
Muzyka zawarta na albumie została wyróżniona przez dziennikarzy muzycznych za połączenie w sobie elementów z poprzednich czterech wydawnictw Westa. Simon Vozick-Levinson z „Entertainment Weekly” dostrzega, że takie elementy „powtarzają się w różnych punktach”, a więc „duch luksusu The College Dropout, symfoniczny przepych Late Registration, połysk Graduation i emocjonalnie wymęczone electro z 808s & Heartbreak”. Sean Fennessey z „The Village Voice” pisze, że West „wchłonął to, co otrzymał od swoich starannie dobranych współpracowników, z którymi zdarzyło mu się już współpracować” na poprzednich albumach studyjnych, zauważając takie osoby, jak Jon Brion („Late Registration” – „majestatyczna aranżacja orkiestrowa”), DJ Toomp („Graduation”) i Kid Cudi („808s & Heartbreak” – „jęczące melodie Cudiego stały się nieodłączne”). Ryan Dąbal z Pitchfork Media nazywa MBDTF „punktem kulminacyjnym” ostatnich prac Westa, pisząc, że „muzycznie, [My Beautiful Dark Twisted Fantasy] w dużej mierze kontynuuje to, gdzie skończyło się „Graduation”, w swoim maksymalistycznym stylu, z przebłyskami komfortowego samplowania z „The College Dropout” i barokowymi dźwiękami z „Late Registration” bezproblemowo skomponowanymi w jedno”. Andy Kellman z Allmusic również postrzega płytę jako „punkt kulminacyjny” albumów Westa, jednocześnie dodając, że „nie rysuje ona charakterystyki żadnego z nich. 13 utworów [...] czasami łączy je ze sobą równocześnie. W rezultacie, dźwięki i emocjonalne warstwy są często trudne do podważenia”. Kellman uznaje „All of the Lights” za najbardziej reprezentatywny utwór z albumu dzięki „elementom kontrastowym i maniakalnej ekstrawagancji”.

### Tematyka tekstów
„My Beautiful Dark Twisted Fantasy” porusza tematy dotyczące nadmiaru dóbr materialnych oraz bycia celebrytą, a także mówi o rzeczach takich, jak upadek, wielkie ambicje, eskapizm, seks, bogactwo, romanse, egoizm i brak wiary w siebie. Andrew Martin z „Prefix Magazine” opisuje etos albumu jako „więcej znaczy więcej” i określa go „medytacją o sławie”, podczas której West potępia obciążenia, jakie ta za sobą pociąga. MBDTF zawiera także bardziej otwarte odniesienia do używania alkoholu i narkotyków niż na poprzednich albumach Westa. Nathan Rabin z „AV Club” mówi, że krążek ma w sobie „czarny humor, śmiałą introspekcję i charakterystyczną obsesję na punkcie sławy”, wyróżniając „maniakalne wzloty i depresyjne upadki emocjonalne” występujące w tekstach Westa. Dziennikarz Sean Fennessey porównuje strukturę tematyczną MBDTF do tragedii greckiej, dorzucając jeszcze: „tutaj sprawy walą się na głowę, i [...] dzieje się tak przez kobiety”.
Alex Denney z „NME” charakteryzuje Westa jako „na przemian obrzydliwie egocentrycznego, pokornego, mądrego, głupiego i autoironicznego, „gwiazdę pop naszych moralnie zamieszanych czasów; instynktownego konsumenta z ustami pełnymi diamentów i ukrytym złym sumieniem, wykonawcę, który przeżywa swój amerykański sen do maksimum z przerażającym poczuciem duchowej pustki w sercu. Na ‘My Beautiful Dark Twisted Fantasy ' uchwycił tę istotę w całości”. Dziennikarka Ann Powers interpretuje dominujący temat albumu jako „kryzys zmęczonego kosmopolityka [...] wyczerpany krzyk kogoś, kto zawsze jest „tym nowym”, pogoń za każdym celem albo dziewczyną, będącymi w zasięgu ręki, podsycaną przez nieustanne szumy otoczenia, ale ostatecznie zakończoną niepowodzeniem”. Powers widzi piosenki z płyty jako „pochwały dla pornografii, historie o miłosnych katastrofach, diabelsko strasznych ciemnych zmrokach panujących w duszy” i dostrzega u Westa „niepewność co do własnego miejsca w świecie” połączoną z tematem pochodzenia, stwierdzając, że „wykorzenienie, o którym West opowiada w „Fantasy” jest skierowane do kogoś, kto czuje się niemile widziany na całym świecie. To nie jedynie osobisty problem. To przekleństwo tego, co teoretyk Michael Eric Dyson nazwał syndromem „wyjątkowo czarnego człowieka” – obdarzonego wielkimi talentami, ale odrzucanego przez kolor skóry”. Robert Christgau doszukuje się tematów nieśmiałości i niepewności na płycie będącymi „sercem Westa, jego przesłaniem, powodem, dla którego jest tak wyniosły”, podając za przykłady utwory „Hell of a Life” i „Runaway”.

## Zawartość
Płytę otwiera utwór „Dark Fantasy”, rozpoczynający się wypowiedzianą z angielskim akcentem narracją Nicki Minaj, która jest przeróbką treści „Kopciuszka” w wersji Roalda Dahla. Piosenka wprowadza w tematy dekadencji i hedonizmu, z Westem rapującym „Miałem w planie pić, aż ból zniknie/ Ale co jest gorsze, ból lub kac?”. Tekst zawiera wiele odniesień, np. do piosenki „Mercy Mercy Me (The Ecology)”, samochodu sportowego Lamborghini Murciélago, rapera Nas, projektantki mody Phoebe Philo, opowiadania „The Legend of Sleepy Hollow”, utworu „Sex on Fire” zespołu Kings of Leon, piosenkarki Leony Lewis i serialowej postaci – Steve’a Urkela.
W „All of the Lights” słyszymy przerwy w stylu drum ’n’ bass i grane na instrumentach dętych fanfary. W tekście na początku występuje wzmianka o śmierci Michaela Jacksona. Później West opowiada o postaci, która używa przemocy wobec partnerki, przez co odbywa karę w więzieniu, później doprowadza do przepychanki z nowym chłopakiem byłej dziewczyny, a następnie rozżala się nad swoją nieobecnością w życiu ich dziecka. Do gościnnego udziału w piosence West zaprosił 11 wokalistów, w tym Alicię Keys, Johna Legend, Eltona Johna, Tony’ego Williamsa, Elly Jackson i Rihannę, która wykonuje refren utworu. W wywiadzie dla MTV, Jackson powiedziała o wokalach pojawiających się w kompozycji „Kanye poprosił mnie, abym dołączyła do tych wszystkich ludzi, w zasadzie chciał z pomocą swoich ulubionych artystów z całego świata stworzyć wyjątkową „warstwę” na tym nagraniu, ale nie jest to rzecz typu, gdzie można odróżnić jeden głos od drugiego”.
Zbudowany na samplu „Will You Still Love Me Tomorrow” Smokey Robinsona „Devil in New Dress” mówi o żądzy i bólu serca, z seksualnie i religijnie zabarwionymi motywami, opisanymi przez jednego z krytyków jako „częściowo oczywista aluzja do sypialni, częściowo anielska modlitwa”. Jest to jedyny utwór, do którego produkcji nie przyczynił się West, ale posiadający charakterystyczne dla niego manipulacje wysokością dźwięku i klasyczne soulowe sample.
„Runaway” opiera się na fortepianowej melodii składającej się z ciągłej serii nut pełnych oraz ich połówek połączonej z cichymi brzdękami i przerobionym przez vocoder śpiewem Westa. Samokrytyczny tekst narratora odzwierciedla jego osobowość i wady charakteru. Sean Fennessey cytuje utwór jako tę część albumu, w której „samo-okaleczanie przewyższa bicie się w piersi”, zwracając uwagę na wers „Mam wielki talent do odnajdywania tego, czego nie lubię najbardziej”.
Zainspirowane jego dwuletnim związkiem z modelką Amber Rose, „Hell of a Life” zawiera psychodeliczny rockowy sampel i opowiada o poślubieniu przez Westa gwiazdy porno. Cytując słowa krytyka Ryana Dąbala, piosenka jest „próbą zmiany swojego centralnego credo – „wystarczy mi już narkotyków – ci*ki i wiara to wszystko, czego potrzebuję” – w szlachetne pobudki. [...] Utwór zaciera linię pomiędzy fantazją a rzeczywistością, seksem i romansem, miłością i religią dotąd, aż granicy nie ma w ogóle. To zaskakująca nirwana podszyta demonami; pokazanie kruchości, która mimo wszystko zostaje zapomniana już w następnym utworze”.
Cechą „Lost in the World” są plemienne bębny i sampel „Woods” Bona Ivera. To utwór o alienacji, zastosowany przez Westa jako „centralny, chwytliwy element wspólnej zadumy” na albumie. Posiada kilka muzycznych zmian – rozpoczyna się cichym wokalem Ivera, po którym wchodzą bębny 4/4, refren w stylu gospel, wzrost tempa oraz finalne miarowe tempo.
„Lost in the World” przechodzi w piosenkę zamykającą krążek – „Who Will Survive in America”. Zbudowany został na samplu Gila Scott-Herona „Comment No. 1". Otępiające, surrealistyczne słowa mówione traktują o doświadczeniach Afroamerykanów i skazaniu na idealizm amerykańskiego snu. Oryginalną mowę Scott-Herona, w której skrytykował Rewolucyjny Ruch Młodzieży z 1960 roku za nieuznawanie podstawowych potrzeb afroamerykańskiej społeczności, edytowano do ograniczonej wersji w utworze, tak, że (zgodnie z autorem muzyki Gregiem Kotem) „zachowuje cały sens wypowiedzi afroamerykańskiego mężczyzny, czującego się odciętym od kraju i kultury”. W przeciwieństwie do niego, Sean Fennessey interpretuje „Who Will Survive…” jako „zbyt poważne rozwiązanie jak na album, który bardziej mówi o osobistych małych koszmarkach niż o bólu wywołanym przez odrzucenie społeczne”.

## Wydanie i promocja
4 października 2010r., datą premiery albumu został ogłoszony 22 listopada 2010. 20 sierpnia 2010r., za pośrednictwem swojej strony internetowej West zainicjował program „G.O.O.D. Fridays”, oferujący darmowe pobieranie nigdy wcześniej niepublikowanych utworów (część z nich została umieszczona na płycie) w każdy piątek. Nazwany na cześć wytwórni G.O.O.D. Music, program zaskarbił sobie znaczny rozgłos w miesiącach poprzedzających wydanie albumu. Specjalistka od marketingu, Karen Civil powiedziała o aplikacji „To genialny pomysł. Zrobił coś, na co nikt nigdy przedtem się nie odważył, i w momencie, kiedy był najbardziej znienawidzoną osobą w tym biznesie, przynosił wszystkim wielkie emocje związane z jego piątkowymi wydawnictwami”. „G.O.O.D. Fridays” pierwotnie miały być kontynuowane do grudnia, ale West przedłużył je do stycznia 2011 roku. Album wydano w formie digital download na Amazon.com w cenie 3.99$, którą potem obniżono na 3$ w ofercie promocyjnej ważnej w ciągu tygodnia, w którym odbywała się premiera. West ujawnił, że w ramach promowania krążka uda się w trasę, podając przy tym nazwiska artystów, którzy mieli go supportować. Byli to: Nicki Minaj, Rick Ross, Kid Cudi, Jay-Z, Lil Wayne i Drake.

### Single
28 maja 2010, niedokończona wersja pierwszego singla pt. „Power” wyciekła do sieci. Zawiera on towarzyszący wokal Dwele i został wyprodukowany przez Westa i S1. Oficjalny remix z udziałem Jaya-Z i Swizz Beatza, miał premierę 20 sierpnia 2010 r. w audycji „Hot 97” prowadzonej przez DJ-a Kayslay. Singel spędził na Billboard Hot 100 osiem tygodni i osiągnął na niej # 22 pozycję. Utwór nominowano do nagrody Grammy za najlepsze solowe wykonanie hip-hopowe.
12 września 2010, West wykonał „Runaway” podczas MTV Video Music Awards. Trzy tygodnie później, 2 października, West pojawił się z piosenką w programie Saturday Night Live, wraz z „Power”. „Runaway” oficjalnie wydano w sklepie iTunes dnia 4 października 2010 roku. Utrzymał się 12 tygodni na liście Billboard Hot 100, plasując się pod numerem 12. Magazyn „Rolling Stone” w swoim podsumowującym rok notowaniu nazwał go najlepszym singlem 2010 roku. 35-minutowy film krótkometrażowy o tej samej nazwie, zawierający oficjalny teledysk do utworu, wyreżyserowany przez Westa miał premierę 23 października 2010 r. W nakręconym w Pradze latem 2010 roku filmie występuje sam West i modelka Selita Ebanks. Sfilmowano go według scenariusza napisanego przez Hype’a Williamsa, opartego z kolei na historii autorstwa Westa, który opisał dzieło jako „ogólną prezentację swoich snów” oraz porównanie do jego kariery.
Trzeci singiel – „Monster” przesłano do rozgłośni radiowych w dniu 21 września i została wydano w sklepie iTunes 23 października 2010 roku. Utwór wcześniej ukazał się 27 sierpnia 2010 r. poprzez program Westa „G.O.O.D. Fridays”. Pozostał na liście Billboard Hot 100 przez pięć tygodni, dochodząc do pozycji 18. „Rolling Stone” w rankingu najlepszych singli 2010 roku umieściło „Monster” na miejscu 10. 14 września 2010 r. West wraz z Nicki Minaj wykonał piosenkę podczas wspólnego koncertu Jay-Z i Eminema „Home and Home”. [79]
Poprzez Twittera, West ogłosił, że „All of the Lights” będzie czwartym singlem. Tuż po wydaniu albumu, utwór zadebiutował na 92 miejscu na Billboard Hot 100, natomiast piosenka „Dark Fantasy” weszła do notowania na pozycji 60 w tym samym tygodniu. „All of the Lights” została wydana jako singiel 18 stycznia 2011 w Stanach Zjednoczonych i 21 lutego 2011 roku w Wielkiej Brytanii. Podobnie jak „Monster”, singiel dotarł do miejsca 18 i spędził 18 tygodni na Billboard Hot 100.
Podczas występu na festiwalu muzycznym The Big Chill, West zapowiedział jako piąty singiel „Lost in the World”.

### Okładka
17 października 2010, Kanye West za pośrednictwem Twittera wyjawił, że My Beautiful Dark Twisted Fantasy została odrzucona przez niektóre sklepy ze względu na okładkę. Grafika (autorstwa George’a Condo) pokazuje Westa, na którym okrakiem siedzi pozbawiona rąk skrzydlata kobieta (feniks). Oboje są przedstawieni nago, widoczne są pośladki feniksa oraz jej jeden sutek. Condo powiedział później, że Kanye chciał takiej okładki, której by zakazano. Obraz jest obramowany cienką żółtą ramką i umieszczony na czerwonym tle. Dzieło jest widocznym tematem zarówno albumu, jak i teledysku do piosenki „Runaway”. Jest to jedna z pięciu okładek; wszystkie z nich zostały wydane do sprzedaży wraz z płytą. Druga wersja – obraz baleriny (namalowany również przez Condo), została umieszczona na stronie Amazon.com podczas przedsprzedaży. Miał on pełnić funkcję okładki dla singla „Runaway”, ale West zamiast tego wykorzystał zdjęcie baleriny.
George Condo i Kanye West spotkali się na kilka godzin, w których to słuchali wspólnie jego (Westa) nowej muzyki, a w ciągu następnych kilku dni Condo namalował osiem lub dziewięć obrazów dopasowanych do treści piosenek. Dwa z nich były portretami Westa. Jeden prezentował Kanye w ekstremalnym zbliżeniu, z nieproporcjonalnymi oczyma i czterema rzędami zębów. Inny przedstawiał jego głowę w koronie leżącą bokiem na białej płycie, przebitą mieczem. Pojawiły się także malunki z baleriną w czarnym tutu, obraz korony i miecza leżących samopas w trawie oraz szokująca scena z udziałem nagiego czarnego mężczyzny leżącego na łóżku, na którym to okrakiem spoczywa naga biała kreatura ze skrzydłami, nie posiadająca ramion, lecz obdarzona długim, cętkowanym ogonem. Ostatnie z opisanych dzieł to oryginalna okładka albumu. Zgodnie z magazynem „New York”, nowy obraz do płyty, zatytułowany „The Priest (pol. Ksiądz)”, został namalowany przez Condo, który opisał go jako „próba pokazania wizerunków przywódców religijnych w nowoczesnym świecie”.

## Odbiór

### Opinie krytyków
| Oceny łączne         | Oceny łączne |
| Publikacja           | Ocena        |
| -------------------- | ------------ |
| Album of the Year    | 91/100       |
| AnyDecentMusic?      | 8.8/10       |
| Metacritic           | 94/100       |
| Recenzje             |              |
| Publikacja           | Ocena        |
| AllHipHop            | 10/10        |
| AllMusic             | [ 2 ]        |
| The A.V. Club        | A-           |
| Beats Per Minute     | 100%         |
| Billboard            | [ 9 ]        |
| Robert Christgau     | A            |
| Clash                | 9/10         |
| Consequence of Sound | A            |
| DIY                  | [ 13 ]       |
| Entertainment Weekly | A            |
| Evening Standard     | [ 15 ]       |
| The Guardian         | [ 16 ]       |
| HipHopDX             | 4.5/5        |
| The Independent      | [ 18 ]       |
| The Irish Times      | [ 19 ]       |
| laut.de              | [ 20 ]       |
| The Line of Best Fit | 10/10        |
| Los Angeles Times    | [ 22 ]       |
| musicOMH             | [ 23 ]       |
| The Needle Drop      | 6/10         |
| NME                  | [ 25 ]       |
| NOW Magazine         | [ a ] [ 26 ] |
| Pitchfork            | 10/10        |
| PopMatters           | 10/10        |
| Rolling Stone        | [ 29 ]       |
| Slant Magazine       | [ 30 ]       |
| Spin                 | 9/10         |
| Sputnikmusic         | 4.5/5        |
| The Telegraph        | [ 33 ]       |
| Tiny Mix Tapes       | [ 34 ]       |
| Urb                  | [ 35 ]       |
| USA Today            | [ 36 ]       |

My Beautiful Dark Twisted Fantasy spotkało się z ogólnym uznaniem ze strony krytyków. Metacritic, które przyznaje oceny w skali do 100, bazując na opiniach krytyków, album otrzymał średnią 94, na podstawie 43 opinii, co daje mu „powszechne uznanie”. Andy Gill z The Independent dał płycie 5 na 5 gwiazdek i nazwał ją „jednym z najbardziej wykwintnych, imponujących dzieł ostatnich lat, będącym nieprzestarzałą ekstrawagancją, w której pojęcie dobrego smaku jest wyrzucone za drzwi”. Simon Vozick-Levinson z Entertainment Weekly pochwalił „skandalicznie hedonistyczne teksty” i stwierdził, że „West podkręcił te utwory ostrymi wersami i wspaniałymi przerywnikami instrumentalnych, a następnie ułożył je w sekwencję, która wprost domaga się, aby wysłuchać jej od początku do końca [...] to solidnie zbudowana muzyczna struktura – po prostu jego najbardziej konsekwentna płyta od czasów «Late Registration»”. Ann Powers z Los Angeles Times nazywa muzykę z albumu „Picasso-podobną, wypełniającą założenia kubizmu związane z rozmieszczaniem formy, faktury, koloru i przestrzeni, aby pokazywać nowe sposoby postrzegania rzeczy”. Steve Jones z USA Today dał krążkowi 4 na 4 gwiazdki, mówiąc o nim: „epicki, przygodowy melanż dźwiękowy, który przewyższa wszystko, co do tej pory zrobił (West)”. David Browne z magazynu „Time” nazwał płytę „najbardziej ekstrawaganckim dziełem Westa [...] wręcz zatłoczonym, nieustannie tętniącym życiem”, pisząc, że „mało kto potrafi tak gładko połączyć ze sobą przeróżne elementy tak, jak West”. Chris Richards z The Washington Post określił MBDTF „majstersztykiem, czystą popową brawurą, którą największe ego hip-hopu obraca bezkompromisowo w nowe kształty”. Dan Vidal z Urb stwierdził: „Kanye (zupełnie jak Miles Davis) jest w stanie wydobyć mocne strony swoich współpracowników, wyciskając z ich artystycznych osobowości istotę, która tak pięknie podkreśla tworzoną przez niego muzykę”.
Kitty Empire z The Guardian skrytykowała słowa Westa na temat „kobiety jako bezwzględnego grabieżcy pieniędzy”, ale tytułuje album „herkulesowym [...] arcydziełem zataczającym błędne koło”. Pomimo zauważonej niespójności rapu Westa, Andy Kellman opisał płytę jako „głęboko fascynujące osiągnięcie Kanye”, mówiąc: „jest to męczące, ale pokrzepiające, jest to zimnokrwiste, ale rozdzierające serce, jest to przypadkowo połączone, ale starannie wyrzeźbione. My Beautiful Dark Twisted Fantasy to niesłychanie złożony 70-minutowy zestaw piosenek [...] W miarę jak ego i ambicje pęcznieją, to samo dzieje się z urokiem, wstrętem, i – co najważniejsze – pomysłowością”. Dziennikarz The Rolling Stone, Rob Sheffield ocenił MBDTF pięcioma z pięciu gwiazdek, okrzykując go najlepszym albumem Westa i „jego najbardziej inspirowaną maniactwem muzyką do tej pory, wywodem o heroicznych poziomach demencji, stręczycielstwie na górze Olimp [...] Nikt inny nie tworzy muzyki tak odważnej i dziwnej”. Dający albumowi cztery i pół na pięć gwiazdek, Channing Freeman ze Sputnikmusic dostrzega „naprawdę piękny smak życia w tych piosenkach” i postrzega go jako „pierwszy album, w którym Kanye pokazuje swój potencjał w każdym calu – jako raper, autor tekstów, kompozytor”. Jon Caramanica z The New York Times opisał go jako „zaskakująco maksymalistyczny jak na tradycjonalizm rapu ze wschodniego wybrzeża” i określił Westa „raperem lepszym niż kiedykolwiek”. Sean Fennessey z Village Voice powiedział, że „na „Fantasy” Kanye rapuje i śpiewa lepiej i ma w tym więcej wytrwałości niż kiedykolwiek”, jednocześnie nazywając album „zdumiewającą, często zapierającą dech w piersiach pracą [...] mistrzowsko zaprojektowaną i uporządkowaną, każdy utwór przechodzi po sobą niczym długa noc po mglistym dniu”.
Anslem Samuel z XXL wydał albumowi maksymalną ocenę „XXL” i chwalił go „Brzmieniowo i tekstowo [...] misternie skonstruowane utwory mieszczą w sobie szczere wybuchy i wewnętrzne refleksje Westa”. Alex Denney z NME określił MBDTF „absolutnie olśniewającym portretem schizofrenika żyjącego w XXI wieku”. Krytyk Chris Martin mówi o tej produkcji jako o „głośnej i dumnej, ale też wzruszającej i chwytliwej” i nazwał album „złowrogą, orkiestralną, niezwykle wspaniałą sprawą, która tak wiele zawdzięcza samolubnemu ego artysty, które mimo wszystko boi się, że zniszczy go publicznie”. Thomas Conner z Chicago Sun-Times przyznał płycie cztery na cztery gwiazdki i orzekł, że „trudności w komunikowaniu się Westa” są „bardzo przekonującym dopełnieniem historii”. Greg Kot z Chicago Tribune postrzega uczucia opisywane na albumie jako „wzajemna kolizja bogactwa i pustki” i komplementuje otwartość Westa, „jego prawie patologiczne przywiązanie do wyrażania swoich emocji, niefiltrowane, [...] zadziwiające połączenie brawury i wrażliwości”. Nitsuh Abebe z „New York” nazywa krążek „mocnym, ostrym i pełnym witalności”, pisząc „Jego przewodnią zasadą wydaje się być to, aby walczyć z większą zaciętością na każdym froncie; Być bogatszym i bardziej artystycznym, złośliwym i poszkodowanym, bardziej skomplikowanym i rozdartym w środku”. Matthew Cole ze Slant Magazine odnotowuje My Beautiful Dark Twisted Fantasy jako kamień milowy w muzyce hip-hopowej i gratuluje Westowi ujęcia na niej tematów „jednoczesnego wyniesienia siebie ponad innych, ale bycia przy tym całkowicie skromnym”, pisząc, że „paleta tematycznych możliwości Kanye jest wystarczająco szeroka, aby skonfrontować w jednym miejscu dumę i cierpienie”. Ryan Dąbal z Pitchforka nazwał to „hedonistycznymi poszukiwaniami bogatego i sławnego Amerykanina”. David Amidon z PopMatters ocenił album w skali 10 na 10 najwyższą notą i stwierdził, że „to jeden z najbardziej ludzkich albumów w historii hip-hopu”.

### Sprzedaż i pozycje w notowaniach
Album zadebiutował jako numer jeden na Billboard 200, sprzedając się w liczbie 496 000 egzemplarzy w Stanach Zjednoczonych. W karierze Westa, jest to czwarty z rzędu album numer jeden w USA, a tydzień jego premiery jest czwartym najlepszym tygodniem sprzedaży roku 2010, natomiast jego pierwszy tydzień sprzedaży cyfrowej z wynikiem 224 000 egzemplarzy jest czwartym tygodniem najwyższej sprzedaży cyfrowej albumów w historii. Płyta uplasowała się także na czołowej pozycji na listach Billboard Top R&B/Hip-Hop Albums, Rap Albums, [99] i Digital Albums. W dniu 11 stycznia 2011, Recording Industry Association of America (RIAA) nadało My Beautiful Dark Twisted Fantasy status platynowej płyty. MBDTF spędziło 34 tygodnie w notowaniu Billboard 200. Według Nielsen SoundScan, do października 2011 r. album sprzedano ponad 1.212.000 razy w Stanach Zjednoczonych.
W Kanadzie, MBDTF weszło na pierwsze miejsce na liście Top 100 Albums, w pierwszym tygodniu sprzedaży rozchodząc się w liczbie 29 000 kopii. W Wielkiej Brytanii album zadebiutował na 16 miejscu na Top 100 Albums Chart, w którym utrzymał się przez sześć tygodni. 10 grudnia 2010, My Beautiful Dark Twisted Fantasy otrzymał certyfikat srebrnej płyty od British Phonographic Industry, dzięki sprzedaniu więcej niż 60 000 egzemplarzy w Wielkiej Brytanii. W Australii krążek dostał się na pozycję szóstą w ARIA Top 50 Albums oraz na pierwsze miejsce w Top 40 Urban Albums Chart. 21 marca 2011, album pokrył się platyną poprzez sprzedaż ponad 70 000 kopii w Australii. W Nowej Zelandii album debiutował na miejscu 10 na Top 40 Albums Chart. Dotarł również do pozycji czwartej w Danii, osiemnastej w Irlandii, wylądował także pod numerem 11 w Norwegii, 10 w Szwajcarii, 21 w Belgii, 19 w Niemczech, 39 w Grecji, 19 w Szwecji, 28 we Francji, 87 w Meksyku, 42 w Finlandii, 97 w Hiszpanii i 17 w Holandii.

### Wyróżnienia
Album pojawił się na wielu podsumowujących rok 2010 listach. Dziennikarz „Chicago Tribune”, Greg Kot w swoim notowaniu najlepszych albumów ułożył MBDTF na pozycji siódmej, pisząc, że płyta ta „przemienia słabości w siły, to mieszanka klasycznego bogactwa, niegrzecznych beatów, śmiałości i skromności”. PopMatters nadał mu czwarte miejsce pośród najlepszych albumów roku, nazywając go „autoportretem Kanye Westa w stylu kubistycznym: złożonym, rozdrażnionym, nieco paranoidalnym, ale tryskającym nowościami i nigdy nudnym”. Chris Yuscavage z „Vibe” w rankingu przyznał MBDTF miejsce 1. spośród 10 na swojej liście. W opinii „Paste” MBDTF to czwarty najlepszy album 2010 roku, a publicysta M.T. Richards określił go „niuansowym, wyjątkowo intymnym dziełem, w którym pozornie dumne utwory są splątane z niepewnością, zarówno osobistą, jak i zawodową [...] być może jest to ostateczny portret męki, próżności, złudzenia i patosu tego stulecia”. Nitsuh Abebe, dziennikarz „New York” nazwał go ósmym z najlepszych krążków roku. Magazyn „The Guardian” umieścił ją pod numerem drugim w rankingu top 40 albumów roku i dodał, że West „pozostaje jednym z najbardziej intrygujących artystów naszych czasów”. „NME” dał MBDTF miejsce 34 na swojej liście 75 najlepszych płyt.
W wielu publikacjach krytycy tytułują My Beautiful Dark Twisted Fantasy najlepszym wydawnictwem muzycznym roku. Magazyn „Spin” ulokował album na pierwszej pozycji na liście 40 najlepszych albumów w 2010 roku. W uzasadnieniu dziennikarz Charles Aaron napisał, że „to najlepszy krążek w roku 2010, bo Kanye dramatyzuje... pokazuje nam swoją wysokobudżetową wyobraźnię, która jest groźna, symfoniczna, sercowa, podniszczona niczym riffy gitarowe i prowadzona przez najlepszy technicznie rap, jaki zdołał z siebie wydobyć”. Czasopisma „Billboard”, „Rolling Stone”, „Slant Magazine”, „Pitchfork Media” i „Time” także okrzyknęły go najlepszym albumem 2010 roku w końcowo rocznych rankingach. Podobnie postąpili również Chris Richards i Allison Stewart z „The Washington Post”, Jon Caramanica, Nate Chinen i Jon Pareles z „New York Times”, a także krytycy z „The Village Voice” oraz „Pazz & Jop”. “AV Klub” oprócz nadania My Beautiful Dark Twisted Fantasy pozycji czołowej w swoim notowaniu, komentuje jej znaczenie słowami „Fantasy jest miksem mądrości i idiotyzmu, prezentuje przykład zbyt bogatego w dobra materialne muzyka, dodatkowo triumfującego bezmyślną brawurą i wyobraźnią cudownie nieskrępowaną przez logikę. Kanye tak naprawdę wypuścił na rynek album roku w czasie, kiedy już nikt nie słucha płyt”.
Za My Beautiful Dark Twisted Fantasy Kanye West otrzymał 12 lutego 2012r nagrodę Grammy 2012 za Najlepszy Album – Rap. Piosenka „All of the Lights” zaś przyniosła mu nagrody Grammy 2012 w kategoriach: Najlepsza Piosenka – Rap i Najlepsza współpraca rapowo-wokalna. Nominowana była ponadto do Grammy w kategorii Piosenka roku, lecz statuetka powędrowała do Adele.

## Lista utworów
1. „Dark Fantasy” – 4:40
2. „Gorgeous” (feat. Kid Cudi & Raekwon) – 5:57
3. „Power” – 4:52
4. „All of the Lights” (Interlude) – 1:02
5. „All of the Lights” – 4:59
6. „Monster” (feat. Jay-Z, Rick Ross, Nicki Minaj & Bon Iver) – 6:18
7. “So Appalled” (feat. Swizz Beatz, JAY-Z, Pusha T, Prynce Cy Hi & the RZA) – 6:38
8. „Devil in a New Dress” (feat. Rick Ross) – 5:52
9. “Runaway” (feat. Pusha T) – 9:08
10. “Hell of a Life” – 5:27
11. “Blame Game” (feat. John Legend) – 7:49
12. “Lost in the World” (feat. Bon Iver) – 4:16
13. “Who Will Survive in America” – 1:38

Wydanie na iTunes
1. “See Me Now” (feat. Beyoncé, Charlie Wilson & Big Sean) – 6:03

Edycja deluxe z bonusem DVD
1. “Runaway” – film – 35:00

Sample
- „Dark Fantasy” zawiera sample „In High Places” Mike’a Oldfielda.
- „Gorgeous” zawiera elementy i części „You Showed Me”, napisanego przez Gene’a Clarka and Rogera McGuinna.
- „Power” zawiera elementy „It’s Your Thing” zespołu Cold Grits, „Afromerica” zespołu Continent Number 6 oraz „21st Century Schizoid Man” w wykonaniu zespołu King Crimson.
- „So Appalled” zawiera elementy „You Are – I Am” autorstwa Manfred Mann’s Earth Band.
- „Devil in a New Dress” zawiera elementy „Will You Still Love Me Tomorrow” w oryginalnym wykonaniu Smokey Robinsona.
- „Runaway” zawiera próbę „Expo 83" zespołu Backyard Heavies oraz fragmenty płyty „Rick James ‘Live at Long Beach, CA’ 1981”.
- „Hell of a Life” zawiera sample „She’s My Baby” The Mojo Men, „Stud-Spider” Tony Joego White’a oraz „Iron Man” Black Sabbath.
- „Blame Game” zawiera sample piosenki „Avril 14th” Richarda Jamesa.
- „Lost in the World” zawiera sample „Soul Makossa” autorstwa Manu Dibango, „Think (About It)” Lyn Collins, „Woods” Bon Ivera oraz „Comment No. 1" Gila Scott-Herona.
- „Who Will Survive In America” zawiera sample „Comment No. 1" Gila Scott-Herona.